# Hadena compta
The Varied Coronet (Hadena compta) là một loài bướm đêm thuộc họ Noctuidae. Nó được tìm thấy ở châu Âu, Maroc, Algérie, Thổ Nhĩ Kỳ, Israel, Liban, Iraq, Iran, Trung Á, miền nam Nga, Trung Quốc và Nhật Bản.
Sải cánh dài 25–30 mm. Con trưởng thành bay từ tháng 5 đến tháng 7 tùy theo địa điểm.
Ấu trùng ăn Dianthus barbatus và Silene vulgaris.

## Hình ảnh

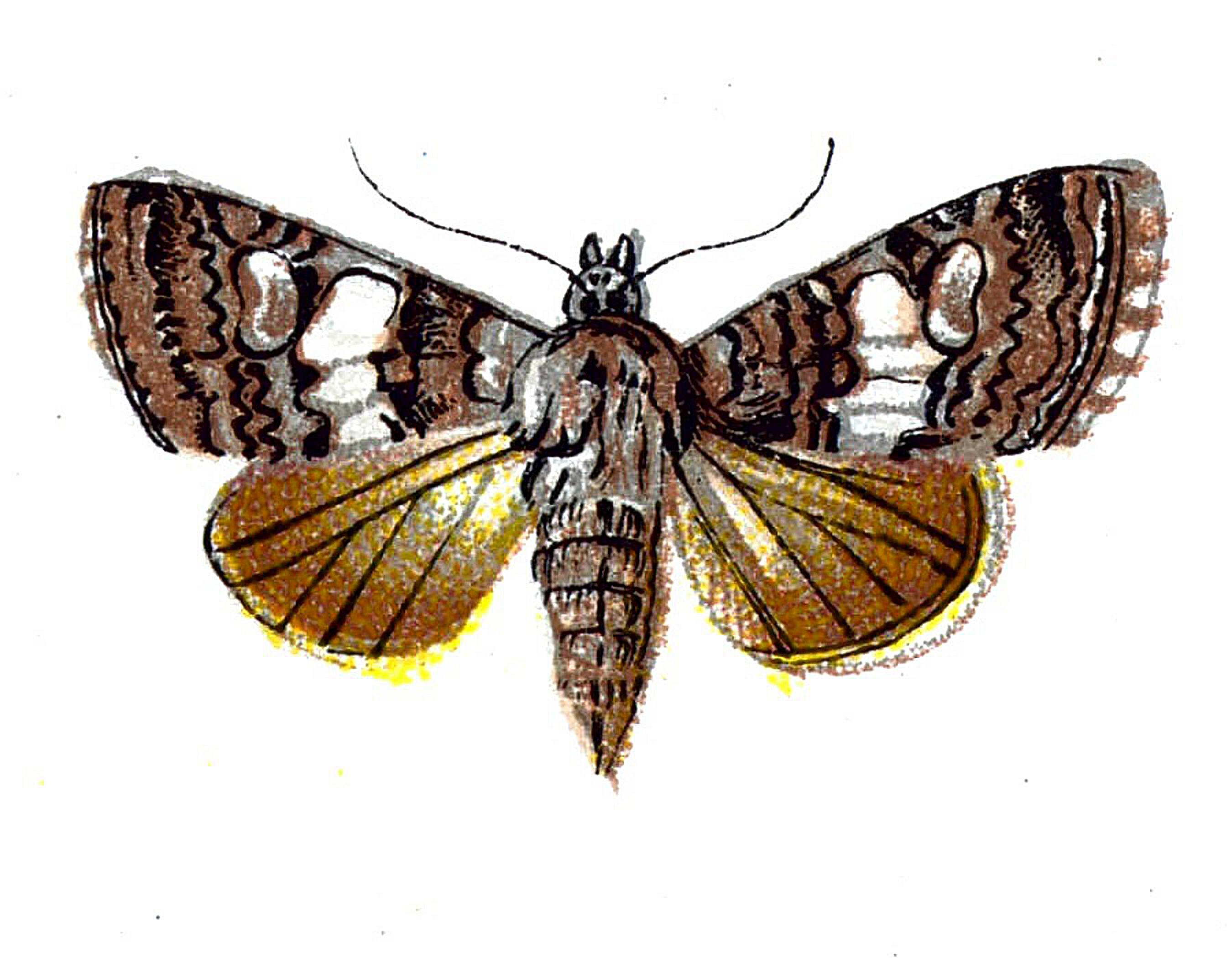
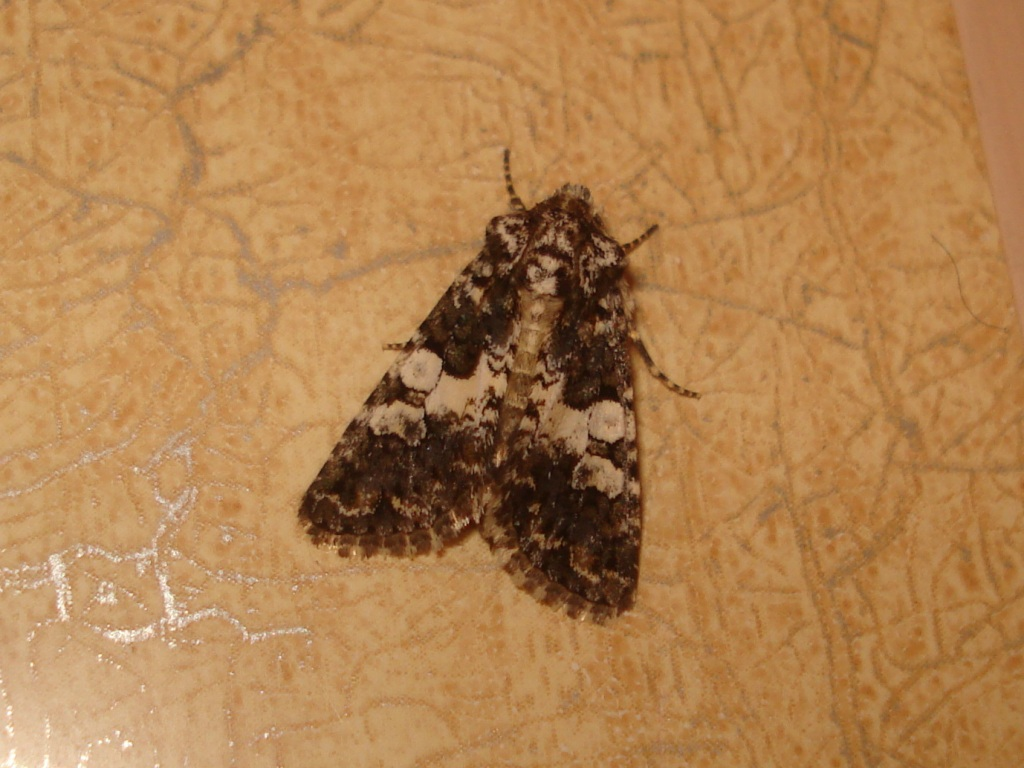
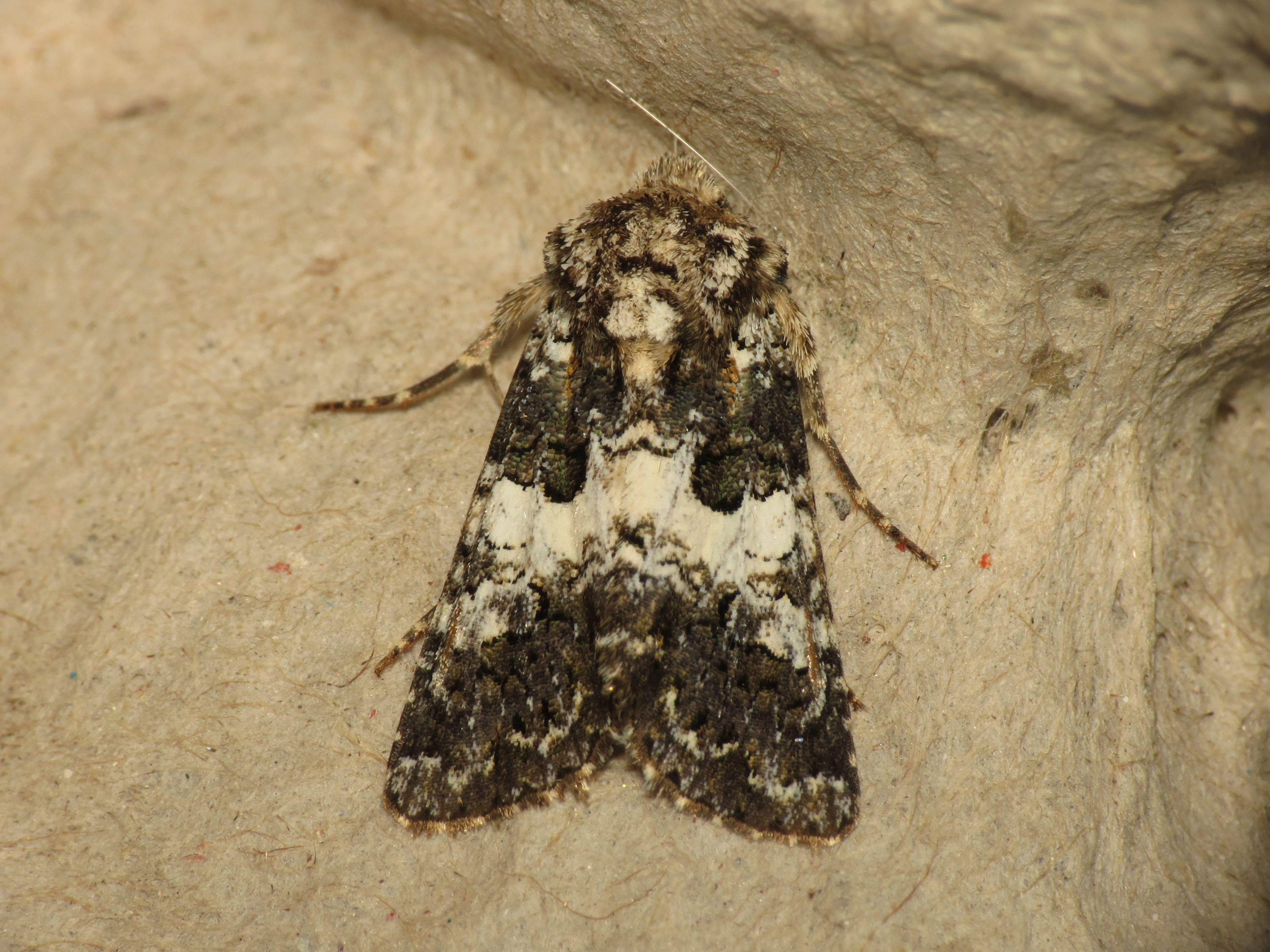
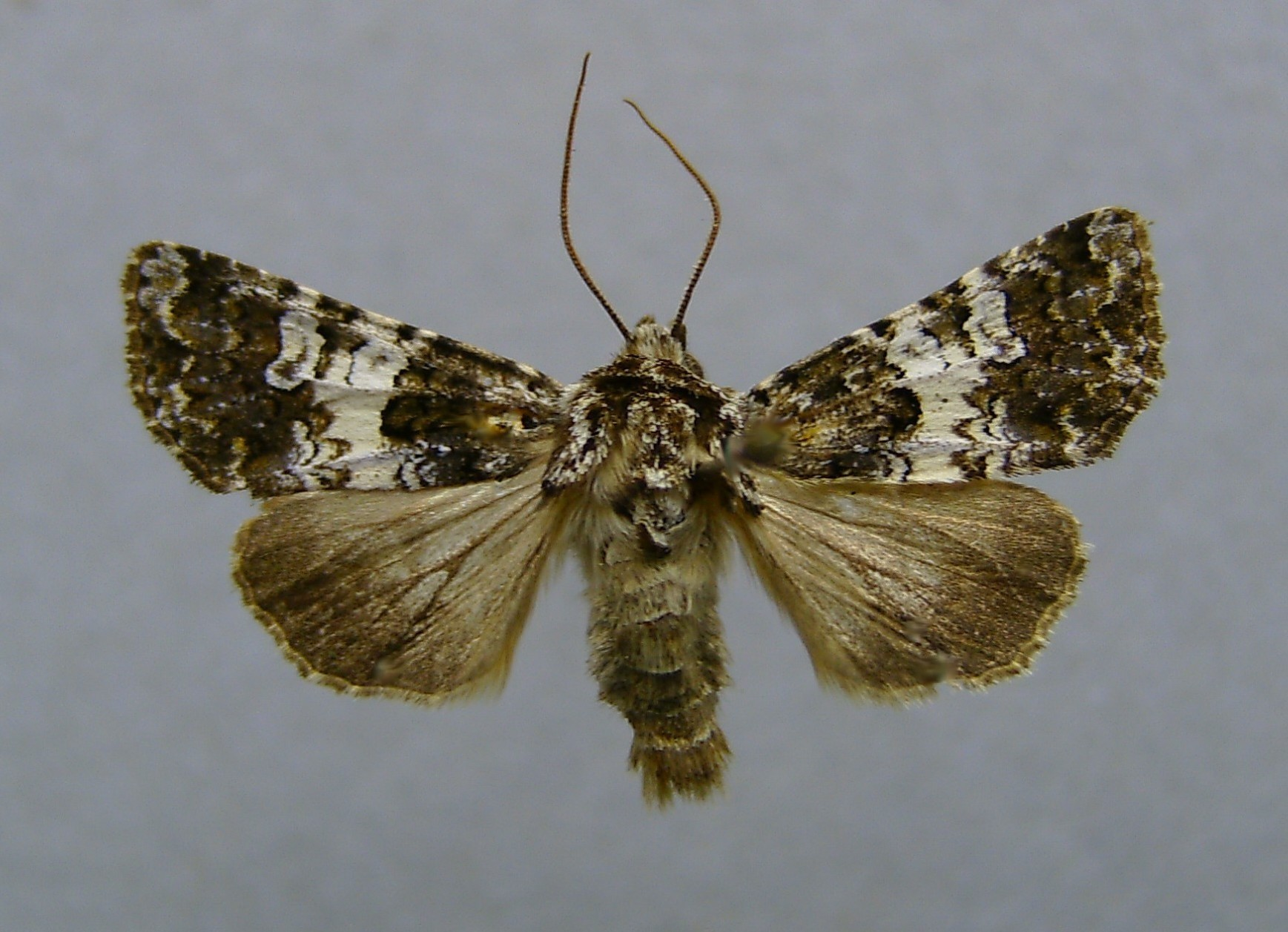